# Vicepresidente de Angola
El vicepresidente de la República de Angola es la segunda posición política más alta en Angola tras el presidente de la República. Es el asistente en el poder ejecutivo del presidente. El puesto fue establecido por la constitución de 2010 tras la supresión del cargo de primer ministro.
La actual vicepresidenta de la República es Esperança da Costa, elegida por el presidente João Lourenço el 15 de septiembre de 2022.

## Características

### Elegibilidad
En el artículo 119 de la constitución determina que el presidente de la República es el encargado de nombrar al vicepresidente de entre los individuos que figuren en la respectiva lista electoral.

### Mandato
El presidente tendrá facultad para nombrar y destituir al vicepresidente, por tanto, el mandato del vicepresidente es variable a voluntad del presidente. En caso de quedar vacante el cargo de vicepresidente, el presidente de la República designará para ejercer las funciones de vicepresidente a una persona elegida al Parlamento por la lista del partido político o coalición de partidos políticos que obtenga más votos, previa consulta al partido político o coalición de partidos que presentó al candidato a presidente de la República (artículo 132).
En caso de impedimento permanente y simultáneo del presidente de la República y del vicepresidente, asumirá las funciones del presidente de la República hasta que se celebren nuevas elecciones generales, las que deberán realizarse dentro de los ciento veinte días siguientes a la constatación de la impedimento.
En caso de impedimento permanente del presidente de la República electo para ejercer sus funciones antes de su posesión, será reemplazado por el vicepresidente electo, y se designará un vicepresidente suplente.
En caso de que tanto el presidente de la República electo como el vicepresidente electo se encuentren permanente y simultáneamente imposibilitados de ejercer sus funciones antes de tomar posesión de sus cargos, el partido político o coalición de partidos políticos cuya lista haya elegido al presidente y vicepresidente impedido será responsable de designar a sus suplentes entre los diputados electos por la misma lista, para que tomen posesión de sus cargos.

### Facultades constitucionales
Dentro de la constitución se especifica que el presidente debe dirigir y orientar el trabajo del vicepresidente (artículo 120) y que el vicepresidente será un cargo auxiliar del presidente de la República en el ejercicio de sus funciones ejecutivas (artículo 131). La actuación del vicepresidente será responsable ante el presidente (artículo 139).
El vicepresidente sustituirá al presidente de la República cuando éste se ausente del país, no pueda ejercer sus funciones y en las situaciones en que se encuentre temporalmente imposibilitado de ejercer sus funciones y le corresponderá, en estas circunstancias, la gestión ordinaria de las funciones ejecutivas (artículos 131 y 132). El vicepresidente será miembro del Consejo de ministros (art. 134), del Consejo de la República (art. 135), del Consejo de Seguridad Nacional (art. 136)

## Lista de vicepresidentes (desde 2010)
| #   | Nombre | Nombre | Nombre                                                                       | Inicio                   | Final                    | Partido | Elecciones | Presidente | Presidente                          |
| --- | ------ | ------ | ---------------------------------------------------------------------------- | ------------------------ | ------------------------ | ------- | ---------- | ---------- | ----------------------------------- |
| 1.º |        |        | Fernando da Piedade Dias dos Santos (n. 1952) Vicepresidente de la República | 10 de febrero de 2010    | 26 de septiembre de 2012 | MPLA    | [ 3 ]      |            | José Eduardo dos Santos (1992-2017) |
| 2.º |        |        | Manuel Vicente (n. 1956) Vicepresidente de la República                      | 26 de septiembre de 2012 | 26 de septiembre de 2017 | MPLA    | 2012       |            | José Eduardo dos Santos (1992-2017) |
| 3.º |        |        | Bornito de Sousa (n. 1953) Vicepresidente de la República                    | 26 de septiembre de 2017 | 15 de septiembre de 2022 | MPLA    | 2017       |            | João Lourenço (2017- )              |
| 4.º |        |        | Esperança da Costa (n. 1961) Vicepresidenta de la República                  | 15 de septiembre de 2022 | en el cargo              | MPLA    | 2022       |            | João Lourenço (2017- )              |